# Радянська система розграфлення та номенклатури топографічних карт

Розграфлення поверхні земної кулі на аркуші мільйонної карти та розгортка на пласку поверхню.

Радянська система розграфлення та номенклатури топографічних карт - система поділу земної поверхні на окремі аркуші топографічних карт і їх позначення, що використовувалась в СРСР і досі застосовується в Російській Федерації, Україні та в деяких колишніх радянських республіках.
Карти складаються в рівнокутній поперечно-циліндричній проєкції Гаусса-Крюгера, обчисленій за параметрами еліпсоїда Красовського для шестиградусної зони.
Поділ карти на окремі аркуші за певною системою називається розграфленням, а система позначень окремих аркушів — номенклатурою.

## Історія системи разграфлення та номенклатури топографічних карт в СРСР

### Період з 1918 по 1945 роки
14 вересня 1918 р. вийшов декрет Ради Народних Комісарів РРФСР «Про введення міжнародної метричної системи мір і ваг». У зв'язку з цим перед Корпусом військових топографів РККА постали складні завдання, пов'язані з вибором найраціональніших масштабів зйомок і карт, переобчисленням координат геодезичних пунктів, заміною інструментів та приладів. Вирішення цих завдань вимагало багато часу, величезних зусиль і в умовах громадянської війни було нездійсненним.
За вказівкою Всеросійського головного штабу Військово-топографічне управління розробило наприкінці 1918 р. проєкт переходу від карт верстових масштабів до карт метричних масштабів. Оголошено наказом по КВТ № 48 від 4 квітня 1919 р.. Проєкт передбачав:
- Для знімальних брульонів і карт всіх масштабів, до 1:1 000 000 включно, прийняти багатогранну проєкцію
- Сторонами рамок планів і карт повинні бути меридіани і паралелі
- Початковим меридіаном при відліку довготи прийняти міжнародний Гринвіцький меридіан
- Встановити суворо визначене, обмежене число основних і обов'язкових масштабів: для зйомок — 1:25 000, 1:50 000 і 1:100 000, для складання карт — 1:100 000, 1:300 000 і 1:1 000 000
- Півверстний масштаб зйомки (1:21 000) замінити масштабом 1:25 000, горизонталі проводити через 5 метрів, напівгоризонталі - через 2.5 метра. В цьому масштабі знімати найбільш пересічені контурами і культурні райони і рубежі, що мають значення у військовому відношенні
- Одноверстний масштаб зйомки (1:42 000) замінити масштабом 1:50 000, горизонталі проводити через 10 метрів, напівгоризонталі — через 5 метрів. В цьому масштабі проводити топографічні зйомки місцевості, порівняно мало пересіченої контурами і з нескладним рельєфом, якою видається велика частина Європейської Росії
- Розподіл рамок планшетів у масштабах 1:25 000 і 1:50 000 проводити з таким розрахунком, щоб в одному планшеті масштабу 1:50 000 вкладалось ціле число (чотири) планшетів масштабу 1:25 000
- Розміри знімальних брульонів масштабу 1:25 000 встановити 7.5' по довготі та 5' по широті, а масштабу 1:50 000 — 15' по довготі і 10' по широті
- Двохверстний масштаб зйомки (1:84 000) замінити масштабом 1:100 000, горизонталі проводити через 10 або 20 метрів в залежності від характеру рельєфу
- Розміри аркушів карти масштабу 1:100 000 встановити по довготі 30' і за широтою 20'
- В аркуші карти масштабу 1:100 000 повинно бути чотири аркуша карти масштабу 1:50 000 і 16 аркушів карти масштабу 1:25 000
- Замість існуючих карт масштабів 2, 3, 5, 10, 20 і 25 верст в дюймі встановити три основних і обов'язкових масштаби — 1:100 000, 1:300 000 і 1:1 000 000, що дозволить провести реформу у видавництві карт в найкоротший термін і з найменшою витратою сил і засобів
- Карта масштабу 1:300 000 повинна замінити собою п'ятиверстну і десятиверстну спеціальні карти
- Рельєф на карті масштабу 1:300 000 зображати горизонталями проведеними через 20 метрів, а при відсутності точних картографічних матеріалів — відмивкою
- Розміри аркушів карти масштабу 1:300 000 встановити по довготі 2°, а по широті 1°
- В одному аркуші карти масштабу 1:300 000 повинно бути 12 аркушів карти масштабу 1:100 000
- Для аркуша карти масштабу 1:1 000 000 прийняти встановлені Міжнародним географічним конгресом розміри по довготі 6° і по широті 4°

В ході обговорення цього проєкту в нього були внесені зміни та доповнення. Для топографічних зйомок, наприклад, пропонувалося ввести додатковий масштаб 1:10 000, а для складання та видання карт встановити масштаби: 1:25 000, 1:50 000, 1:100 000, 1:200 000, 1:500 000 (замість 1:300 000) і 1:1 000 000. Академія наук вважала за необхідне підтримувати в актуальному стані та видавати такі оглядові карти, як 20-, 40- і 100-верстні.
Ухвалений у подальшому масштабний ряд радянських топографічних карт включав всі запропоновані масштаби.
Перехід до топографічних зйомок і складання карт у метричній системі частинами КВТ РККА, а також ВДУ ВРНГ почав здійснюватися з 1923 р., а всіма іншими установами і відомствами країни, які виконували топогеодезичні та картографічні роботи — з 1927 г.

## Карти масштабу 1:1 000 000

Разграфлення на аркуші мільйонної карти території колишнього Радянського Союзу.

В основу номенклатури топографічних карт покладена карта масштабу 1:1 000 000 (10 км в 1 см; так звані «мільйонки» або рос. «миллионки»).
Вся поверхня Землі ділиться паралелями на ряди (через 4°), а меридіанами — на колони (через 6°); сторони утворених трапецій служать границями аркушів карти масштабу 1:1 000 000. Ряди позначаються великими латинськими літерами від А до V, починаючи від екватора до обох полюсів, а колони — арабськими цифрами, починаючи від меридіана 180° із заходу на схід. Номенклатура аркуша карти складається з букви ряду і номера колони. Наприклад, Київ знаходиться на аркуші з номенклатурою М-36, аркуш з Москвою позначаний N-37, а Харківська область знаходиться на межі двох аркушів М-36 і М-37.
Приполярні круглі області (з широтою понад 88°) позначаються буквою Z без вказівки номера колони.

### Номенклатура за 60°
Аркуши мільйонних карт, розташованих між широтами 60-76°, здвоєні по довготі; так, аркуш карти масштабу 1:1 000 000 матиме протяжність по довготі не 6°, а 12°. Вище 76° карти розширюють вчетверо, і займають 24° довготи. За 88° знаходиться аркуш Z, яким покрито всі 360°.
Здвоєні аркуш мільйонної карти позначаються зазначенням ряду (буквою) і двох відповідних колон (непарних і подальшим парним числом); наприклад, аркуш карти масштабу 1:1 000 000 на район міста Мурманська має номенклатуру R-35,36.
Счетверні аркуші отримують схожим чином, чотири колони перелічені через кому. Наприклад, аркуш карти для західної частини Землі Франца-Йосипа буде матиме номенклатуру U-37,38,39,40.

## Карти масштабу 1:500 000

Приклад разграфки аркуша мільйонної картки на карти масштабу 1:500 000 (сині), 1:200 000 (зелені) і 1:100 000 (жовті лінії)

Карти масштабу 1:500 000 (5 км в 1 см) є четвертою частиною аркуша карти 1:1 000 000 і позначаються номенклатурою аркуші мільйонної карти з додаванням однієї з великих літер А, Б, В, Г російського алфавіту, що позначають відповідну чверть (рис. 3). Наприклад, аркуш карти масштабу 1:500 000 з м. Рязань має номенклатуру N-37-Б.
Через незручності роботи зі змішаними алфавітами — латиницею і кирилицею, часто отримані аркуші позначають за допомогою однозначних арабських цифр: О-37-1, О-37-2, О-37-3, О-37-4.

### Номенклатура за 60°
Карти масштабу 1:500 000 за 60° здвоєна до 88°. Наприклад, аркуш карти для Белушої Губи матиме номенклатуру R-39-А,Б.

## Карти масштабу 1:300 000
Почала видаватися з 1947 року. За детальності наближається до стотисячних карт. Випускалась тільки для територій СРСР.
Карти масштабу 1:300 000 (3 км в 1 см) отримують діленням мільйонного аркушу на 9 частин; їх номенклатура складається з позначення аркуша карти масштабу 1:1 000 000 з додаванням однієї з римських цифр I, II, III, IV, …, IX. На відміну від карт масштабу 1:200 000 римська цифра ставиться перед номенклатури мільйонного аркушу. Наприклад, аркуш з містом Вільнюс має номенклатуру I-N-34.

## Карти масштабу 1:200 000
Карти масштабу 1:200 000 (2 км в 1 см) отримують діленням мільйонного аркушу на 36 частин; їх номенклатура складається з позначення аркуша карти масштабу 1:1 000 000 з додаванням однієї з римських цифр I, II, III , IV, …, XXXVI. Наприклад, аркуш з містом Рязань має номенклатуру N-37-XVI.
Через незручності роботи з римськими цифрами, двокілометрові карти часто позначають двозначними арабськими цифрами від 01 до 36. Так виглядають позначення двокілометровок в туристських документах: О-37-01, О-37-25, О-37-36.

### Номенклатура за 60°
Карти масштабу 1:200 000 між 60° і 76° здвоєні: римські цифри розділяють комою. Наприклад, R-38-XXXI,XXXII.
За 76° карти потроєні, і аркуши також перелічують через кому: U-40-XXXI,XXXII,XXXIII.

## Карти масштабу 1:100 000
Карти масштабу 1:100 000 (1 км в 1 см) отримують поділом аркуша мільйонної карти на 144 частини; їх номенклатура складається з позначення аркуша карти масштабу 1:1 000 000 з додаванням одного з чисел 1, 2, 3, 4 , …, 143, 144. Наприклад, аркуш стотисячний карти з м. Рязань буде N-37-56.
Аби уникнути плутанину з картами масштабів 1:500 000 і 1:200 000 (для яких існують схожі альтернативні позначення), карти цього масштабу можуть позначатися тризначними арабськими цифрами без втрати початкових нулів, наприклад: О-37-050.

## Карти масштабів 1:50 000 і 1:25 000

Приклад разграфлення аркушу стотисячної карти на карти масштабу 1:50 000 (сині) і 1:25 000 (зелені).

Аркуш карти масштабу 1:50 000 (500 м в 1 см) отримують поділом аркушу карти масштабу 1:100 000 на чотири частини; його номенклатура складається з номенклатури стотисячної карти і однією з великих літер А, Б, В, Г російського алфавіту. Наприклад, N-37-56-А.
Аркуш карти масштабу 1:25 000 (250 м в 1 см) виходить поділом аркуша карти масштабу 1:50 000 на чотири частини; його номенклатура утворюється з номенклатури п'ятдесятитисячної карти з додаванням однієї з малих букв а, б, в, г російського алфавіту; наприклад, N-37-56-А-б.

## Загальні зауваження
На аркушах карт на південну півкулю до номенклатури аркуша додається підпис в дужках Ю. П. (від рос. южное полушарие); наприклад, А-32-Б (Ю. П.).

## Зведена таблиця
| Масштаб                    | Назва карти                                        | Протяжність аркушу       | Протяжність аркушу          | Кількість аркушів на аркуш масштабу 1:1 000 000 | Приклад номенклатури аркушу | Тип карт                                      |
| Масштаб                    | Назва карти                                        | По широті (по вертикалі) | По довготі (по горизонталі) | Кількість аркушів на аркуш масштабу 1:1 000 000 | Приклад номенклатури аркушу | Тип карт                                      |
| -------------------------- | -------------------------------------------------- | ------------------------ | --------------------------- | ----------------------------------------------- | --------------------------- | --------------------------------------------- |
| 1:1 000 000 (10 км в 1 см) | Мільйонна або десятикілометрова                    | 4° (бл. 445 км)          | 6° (до 668 км)              | 1                                               | N-37                        | Дрібно масштабні                              |
| 1:500 000 (5 км в 1 см)    | П'ятисоттисячна, півмільйонна або п'ятикілометрова | 2° (бл. 222 км)          | 3° (до 334 км)              | 4                                               | N-37-A                      | Дрібно масштабні                              |
| 1:300 000 (3 км в 1 см)    | Трьохсоттисячна або трикілометрова                 | 1°20′ (бл. 166 км)       | 2° (до 222 км)              | 9                                               | III-N-37                    | Оперативно-тактичні карти (середньомасштабні) |
| 1:200 000 (2 км в 1 см)    | Двухсоттисячна або двохкілометрова                 | 40′ (бл. 83 км)          | 1° (до 111 км)              | 36                                              | N-37-XXVI                   | Оперативно-тактичні карти (середньомасштабні) |
| 1:100 000 (1 км в 1 см)    | Стотисячна або кілометрова                         | 20′ (бл. 37 км)          | 30′ (до 56 км)              | 144                                             | N-37-144                    | Оперативно-тактичні карти (середньомасштабні) |
| 1:50 000 (500 м в 1 см)    | П'ятдесяти тисячна або півкілометрова              | 10′ (бл. 19 км)          | 15′ (до 28 км)              | 576                                             | N-37-144-Г                  | Точні вимірювальні карти (крупно масштабні)   |
| 1:25 000 (250 м в 1 см)    | Двядцятип'яти тисячна або чверть кілометрова       | 5′ (бл. 9.3 км)          | 7′ 30″ (до 14 км)           | 2304                                            | N-37-144-Г-г                | Точні вимірювальні карти (крупно масштабні)   |
| 1:10 000 (100 м в 1 см)    | Десятитисячна або стометрівка                      | 2′ 30″ (бл. 4,6 км)      | 3′ 45″ (до 7 км)            | 9216                                            | N-37-144-Г-г-4              | Точні вимірювальні карти (крупно масштабні)   |
| 1:5 000 (50 м в 1 см)      | П'ятитисячна                                       | 1′ 15″ (бл. 2,3 км)      | 1′ 52,5″ (до 3,5 км)        | 36864                                           | N-37-144-(256)              | Плани                                         |
| 1:2 000 (20 м в 1 см)      | Двохтисячна                                        | 25″ (бл. 0,77 км)        | 37,5″ (до 1,2 км)           | 331776                                          | N-37-144-(256-в)            | Плани                                         |

## Прямокутна (кілометрова) сітка координат

Приклад відповідності прямокутних координат (сині лінії і цифри) аркушам мільйонної карти (чорні лінії і позначення)

Для визначення на топографічній карті положення точки за допомогою прямокутних зональних координат на карту наносять сітку координат x і y, виражених в кілометрах. Вона утворена системою ліній, паралельних зображенню осьового меридіана зони (вертикальні лінії сітки) і перпендикулярних до нього (горизонтальні лінії сітки). Відстані між сусідніми лініями координатної сітки залежать від масштабу карти. Наприклад у карти 1:200 000 відстань між лініями кілометрової сітки становить 2 см (4 км); у карти масштабу 1:100 000 — 2 см (2 км); у карти 1:50 000 — 2 см (1 км); у карти 1:25 000 — 4 см (1 км).
Прямокутна сітка координат є безперервною для кожної з 60 зон на поверхні Землі, що збігаються з 60 колонами аркушів карт масштабу 1:1 000 000. Різниця полягає лише в нумерації: оскільки відлік координатних зон ведеться від нульового (Гринвіцького) меридіану, а відлік колон аркушів мільйонної карти від 180-го меридіану, то номер зони відрізняється від номера колони на 30. Тому, знаючи номенклатуру аркуша карти, легко визначити, до якої зони він відноситься. Наприклад, аркуш М-35 розташований в 5-й зоні (35 − 30 = 5), а аркуш К-29 — в 59-й зоні (29 + 30 = 59).
Кінці (виходи) ліній координатної сітки у рамки аркушу карти підписують значеннями їх прямокутних координат в кілометрах. Крайні на аркуші лінії підписують повними (чотирьох-п'ятизначними) значеннями зональних координат в кілометрах. Решту ліній сітки підписують двома останніми цифрами значень координат (скорочені координати).
Координата x (підписана на вертикальних краях аркуша карти) відповідає відстані до екватора, а координата y (підписана на горизонтальних краях аркуша карти) — номер зони (перші одна або дві цифри значення) і положення щодо центрального меридіана зони (останні три цифри значення). Центральному меридіану зони присвоюють значення 500 км (оскільки ширина зони не може перевищувати 668 км, тризначного числа достатньо, щоб записувати координату в її межах). Наприклад, точка з координатами x = 6216 і y = 7350 знаходиться за 6216 км від екватора і за 150 км (500 − 350 = 150) на захід від базового меридіана 7-ї зони (39° східної довготи).
Щоб усунути труднощі з використанням координатних сіток, що відносяться до сусідніх зон, зазвичай в межах смуг протяжністю 2° довготи вздовж західного і східного кордонів зони показувати виходи ліній координатної сітки не тільки своєї зони, але і найближчої сусідньої.